# Route nationale 544a
La route nationale française 544A ou RN 544A était une route nationale française reliant le Pont de Corbière aux Borels (commune de Champoléon) dans le Champsaur.

## Historique
La RN 544A a été créée le 1er octobre 1930 par transformation du GC 13 (embranchement) des Hautes-Alpes. À la suite de la réforme de 1972, la RN 544A a été déclassée le 1er avril 1973 en RD 944A.

## Tracé de la route
La RN 544A était un très court embranchement de la RN 544. Elle remontait la vallée du Drac Blanc depuis son confluent avec le Drac Noir au pont de Corbière, passant d'une altitude de 1 186 m à 1 271 m en 4 km. En quittant le pont de Corbière, la route suivait la rive gauche du Drac Blanc tout au long de son parcours, traversait quelques hameaux de la commune de Champoléon : Les Eyrauds, Les Martins, Les Gubias pour se terminer aux Borels où est établi le chef-lieu de la commune. Sur la majeure partie de son tracé, la RN 544A était jumelée avec le sentier GR 50, cela peut s'expliquer par le très faible trafic rencontré sur cet itinéraire.

## Place dans le réseau
La RN 544A avait une place marginale dans le réseau des routes nationales d'avant les années 1970. Du fait de son parcours très court, elle ne croisait qu'une autre route nationale : la RN 544 au pont de Corbière.

## Tourisme
Les principales attractions touristiques situées sur la route ou à très courte distance sont :
- Champoléon (vallée du Drac Blanc, station de ski de fond…)